# ATC код A
|  |  | Інформація, розміщена на даній сторінці служить тільки для ознайомлення. Займатись самолікуванням без медичної освіти, категорично забороняється. |

## (A) Лікарські засоби, що впливають на травну систему та обмін речовин
ATX код A (англ. ATC code A), «Препарати, що впливають на травну систему та обмін речовин» — розділ системи літеро-цифрових кодів Анатомічно-терапевтично-хімічної класифікації, розроблений Всесвітньою організацією охорони здоров'я для класифікації ліків та інших медичних продуктів застосовуваних людьми. Подібну структуру мають й коди ветеринарного застосування (АТХвет коди), які побудовані шляхом розміщення літери Q перед відповідним людським АТХ кодом (наприклад: QA04…) та містяться в окремому списку. Національні АТХ-класифікації по кожній країні можуть дещо відрізнятися та зазвичай включають додаткові коди.

### (A01) Стоматологічні препарати
| (A01A)    | Стоматологічні препарати                                                     |
| (A01AA)   | Засоби для профілактики карієсу                                              |
| (A01AA01) | Флуорид натрію                                                               |
| (A01AA02) | Монофторфосфат натрію                                                        |
| (A01AA03) | Олафлур                                                                      |
| (A01AA04) | Фторид олова                                                                 |
| (A01AA30) | Комбінації                                                                   |
| (A01AA51) | Флуорид натрію, комбінації                                                   |
| (A01AB)   | Протимікробні та антисептичні засоби для місцевого перорального застосування |
| (A01AB02) | Перекис водню                                                                |
| (A01AB03) | Хлоргексидин                                                                 |
| (A01AB04) | Амфотерицин В                                                                |
| (A01AB05) | Поліноксілін                                                                 |
| (A01AB06) | Доміфена                                                                     |
| (A01AB07) | Оксихінолін                                                                  |
| (A01AB08) | Неоміцин                                                                     |
| (A01AB09) | Міконазол                                                                    |
| (A01AB10) | Натаміцин                                                                    |
| (A01AB11) | Різні                                                                        |
| (A01AB12) | Гексетидин                                                                   |
| (A01AB13) | Тетрациклін                                                                  |
| (A01AB14) | Хлорид бензоксоніуму                                                         |
| (A01AB15) | Йодид тібезоніуму                                                            |
| (A01AB16) | Мепартріцин                                                                  |
| (A01AB17) | Метронідазол                                                                 |
| (A01AB18) | Клотримазол                                                                  |
| (A01AB19) | Перборат натрію                                                              |
| (A01AB21) | Хлортетрациклін                                                              |
| (A01AB22) | Доксициклін                                                                  |
| (A01AB23) | Міноциклін                                                                   |
| (A01AC)   | Кортикостероїди для місцевого перорального застосування                      |
| (A01AC01) | Триамцинолон                                                                 |
| (A01AC02) | Дексаметазон                                                                 |
| (A01AC03) | Гідрокортизон                                                                |
| (A01AC54) | Преднізолон, комбінації                                                      |
| (A01AD)   | Інші засоби для місцевого перорального застосування                          |
| (A01AD01) | Адреналін                                                                    |
| (A01AD02) | Бензидамін                                                                   |
| (A01AD05) | Ацетилсаліцилова кислота                                                     |
| (A01AD06) | Адреналон                                                                    |
| (A01AD07) | Амлексанокс                                                                  |
| (A01AD08) | Бекаплермін                                                                  |
| (A01AD11) | Різні                                                                        |

### (A02) Препарати для лікування захворювань, пов'язаних з порушенням кислотності
| (A02A)    | Антациди                                                                                        |
| (A02AA)   | Магнієві сполуки                                                                                |
| (A02AA01) | Карбонат магнію                                                                                 |
| (A02AA02) | Оксид магнію                                                                                    |
| (A02AA03) | Пероксид магнію                                                                                 |
| (A02AA04) | Гідроксид магнію                                                                                |
| (A02AA05) | Силікат магнію                                                                                  |
| (A02AA10) | Комбінації                                                                                      |
| (A02AB)   | Алюмінієві сполуки                                                                              |
| (A02AB01) | Гідроксид алюмінію                                                                              |
| (A02AB02) | Алгелдрат                                                                                       |
| (A02AB03) | Фосфат алюмінію                                                                                 |
| (A02AB04) | Дигідроалюміній карбонат натрію                                                                 |
| (A02AB05) | Алюміній ацетоацетат                                                                            |
| (A02AB06) | Алоглутамол                                                                                     |
| (A02AB07) | Алюміній гліцинат                                                                               |
| (A02AB10) | Комбінації                                                                                      |
| (A02AC)   | Кальцієві сполуки                                                                               |
| (A02AB10) | Карбонат кальцію                                                                                |
| (A02AB10) | Силікат кальцію                                                                                 |
| (A02AB10) | Комбінації                                                                                      |
| (A02AD)   | Комбінації і комплекси алюмінієвих, кальцієвих та магнієвих сполук                              |
| (A02AD01) | Звичайні сольові комбінації                                                                     |
| (A02AD02) | Магалдрат                                                                                       |
| (A02AD03) | Алмагат                                                                                         |
| (A02AD04) | Гідроталькіт                                                                                    |
| (A02AD05) | Алмасілат                                                                                       |
| (A02AF)   | Антациди з антіфлатілентами                                                                     |
| (A02AF01) | Магалдрат та антіфлатілент                                                                      |
| (A02AF02) | Звичайні сольові комбінації та антіфлатілент                                                    |
| (A02AG)   | Антациди з антиспазмодік                                                                        |
| (A02AH)   | Антациди з гідрокарбонатом натрію                                                               |
| (A02AX)   | Антациди, інші комбінації                                                                       |
| (A02B)    | Препарати для лікування пептичної виразки та гастроезофагеальної рефлюксної хвороби (ГОРХ)      |
| (A02BA)   | Антагоністи H2-рецепторів                                                                       |
| (A02BA01) | Циметидин                                                                                       |
| (A02BA02) | Ранітидин                                                                                       |
| (A02BA03) | Фамотидин                                                                                       |
| (A02BA04) | Нізатидин                                                                                       |
| (A02BA05) | Ніперотідін                                                                                     |
| (A02BA06) | Роксатидин                                                                                      |
| (A02BA07) | Ранітидин бісмуту цитрат                                                                        |
| (A02BA08) | Лафутідін                                                                                       |
| (A02BA51) | Циметидин, комбінації                                                                           |
| (A02BA53) | Фамотидин, комбінації                                                                           |
| (A02BB)   | Простагландини                                                                                  |
| (A02BB01) | Мізопростол                                                                                     |
| (A02BB02) | Енпростіл                                                                                       |
| (A02BC)   | Інгібітори протонного насосу                                                                    |
| (A02BC01) | Омепразол                                                                                       |
| (A02BC02) | Пантопразол                                                                                     |
| (A02BC03) | Лансопразол                                                                                     |
| (A02BC04) | Рабепразол                                                                                      |
| (A02BC05) | Езомепразол                                                                                     |
| (A02BC06) | Декслансопразол                                                                                 |
| (A02BC07) | Дексрабепразол                                                                                  |
| (A02BC53) | Лансопразол, комбінації                                                                         |
| (A02BC54) | Рабепразол, комбінації                                                                          |
| (A02BD)   | Комбінації для ерадикації Helicobacter pylori                                                   |
| (A02BD01) | Омепразол, амоксицилін та метронідазол                                                          |
| (A02BD02) | Лансопразол, тетрациклін та метронідазол                                                        |
| (A02BD03) | Лансопразол, амоксицилін та метронідазол                                                        |
| (A02BD04) | Пантопразол, амоксицилін та кларитроміцин                                                       |
| (A02BD05) | Омепразол, амоксицилін та кларитроміцин                                                         |
| (A02BD06) | Езомепразол, амоксицилін та кларитроміцин                                                       |
| (A02BD07) | Лансопразол, амоксицилін та кларитроміцин                                                       |
| (A02BD08) | Вісмут субцитрата, тетрациклін та метронідазол                                                  |
| (A02BD09) | Лансопразол, кларитроміцин та тинідазол                                                         |
| (A02BD10) | Лансопразол, амоксицилін та левофлоксацин                                                       |
| (A02BX)   | Інші препарати для лікування пептичної виразки та гастроезофагеальної рефлюксної хвороби (ГОРХ) |
| (A02BX01) | Карбеноксолон                                                                                   |
| (A02BX02) | Сукралфат                                                                                       |
| (A02BX03) | Пірензепін                                                                                      |
| (A02BX04) | Хлорид метіосульфоніуму                                                                         |
| (A02BX05) | Бісмут субцитрати                                                                               |
| (A02BX06) | Проглумід                                                                                       |
| (A02BX07) | Гефарнат                                                                                        |
| (A02BX08) | Сулглікотід                                                                                     |
| (A02BX09) | Ацетоксолон                                                                                     |
| (A02BX10) | Золімідін                                                                                       |
| (A02BX11) | Троксипід                                                                                       |
| (A02BX12) | Бісмут субнітрату                                                                               |
| (A02BX13) | Альгінова кислота                                                                               |
| (A02BX51) | Карбеноксолон, комбінації виключаючи психолептики                                               |
| (A02BX71) | Карбеноксолон, комбінації з психолептиками                                                      |
| (A02BX77) | Гефарнат, комбінації з психолептиками                                                           |
| (A02X)    | Інші препарати для лікування захворювань, пов'язаних з порушенням кислотності                   |

### (A03) Препарати для лікування функціональних розладів шлунково-кишкових розладів
| (A03A)    | Препарати для лікування функціональних розладів шлунково-кишкових розладів      |
| (A03AA)   | Синтетичні антихолінергічні засоби, естери з третинною аміногрупою              |
| (A03AA01) | Оксіфенциклімін                                                                 |
| (A03AA03) | Камілофін                                                                       |
| (A03AA04) | Мебеверин                                                                       |
| (A03AA05) | Тримебутин                                                                      |
| (A03AA06) | Роциверін                                                                       |
| (A03AA07) | Діцикломін                                                                      |
| (A03AA08) | Діхексиверін                                                                    |
| (A03AA09) | Діфемерін                                                                       |
| (A03AA30) | Піперідолат                                                                     |
| (A03AB)   | Синтетичні антихолінергічні засоби, четвертинні амонієві сполуки                |
| (A03AB01) | Бензілон                                                                        |
| (A03AB02) | Глікопірронія                                                                   |
| (A03AB03) | Оксіфеноніум                                                                    |
| (A03AB04) | Пентхіенат                                                                      |
| (A03AB05) | Пропантелін                                                                     |
| (A03AB06) | Отілоніум бромід                                                                |
| (A03AB07) | Метантелін                                                                      |
| (A03AB08) | Трідіхексетіл                                                                   |
| (A03AB09) | Ісопропамід                                                                     |
| (A03AB10) | Хексоцикліум                                                                    |
| (A03AB11) | Полдін                                                                          |
| (A03AB12) | Мепензолат                                                                      |
| (A03AB13) | Бевоніум                                                                        |
| (A03AB14) | Піпензолат                                                                      |
| (A03AB15) | Дифеманіл                                                                       |
| (A03AB16) | (2-бензгідріл оксіетил)діетил-метіламмонійтетракіс йодид                        |
| (A03AB17) | Йодид тімоніум                                                                  |
| (A03AB18) | Йодид пріфініум                                                                 |
| (A03AB19) | Тімепідіум бромід                                                               |
| (A03AB21) | Фенпіверініум                                                                   |
| (A03AB53) | Оксіфеноніум, комбінації                                                        |
| (A03AC)   | Синтетичні антиспазмодіки, аміди з третинною амінів                             |
| (A03AC02) | Диметиламінопропіонілфенотіазін                                                 |
| (A03AC04) | Нікофетамід                                                                     |
| (A03AC05) | Тіропрамід                                                                      |
| (A03AD)   | Папаверин та похідні                                                            |
| (A03AD01) | Папаверин                                                                       |
| (A03AD02) | Дротаверин                                                                      |
| (A03AD30) | Моксаверін                                                                      |
| (A03AE)   | Антагоніст рецепторів серотоніну                                                |
| (A03AE01) | Алосетрон                                                                       |
| (A03AE03) | Сілансетрон                                                                     |
| (A03AX)   | Інші препарати для лікування функціональних розладів шлунково-кишкових розладів |
| (A03AX01) | Фенпіпран                                                                       |
| (A03AX02) | Діізопромін                                                                     |
| (A03AX03) | Хлорбензоксамін                                                                 |
| (A03AX04) | Пінаверіум                                                                      |
| (A03AX05) | Феноверін                                                                       |
| (A03AX06) | Іданпрамін                                                                      |
| (A03AX07) | Проксазол                                                                       |
| (A03AX08) | Альверін                                                                        |
| (A03AX09) | Трепібутон                                                                      |
| (A03AX10) | Ісометептен                                                                     |
| (A03AX11) | Кароверін                                                                       |
| (A03AX12) | Флороглюцинол                                                                   |
| (A03AX13) | Силікони                                                                        |
| (A03AX14) | Валетамат                                                                       |
| (A03AX30) | Тріметілдіфенілпропіламін                                                       |
| (A03AX58) | Альверін, комбінації                                                            |
| (A03B)    | Беладонна та похідні, прості                                                    |
| (A03BA)   | Беладонні алкалоїди, третинні аміни                                             |
| (A03BA01) | Атропін                                                                         |
| (A03BA03) | Гіосциамін                                                                      |
| (A03BA04) | Беладонні загальні алкалоїди                                                    |
| (A03BB)   | Беладонні алкалоїди, напівсинтетичні, четвертинні амонієві сполуки              |
| (A03BB01) | Бутілскополамін                                                                 |
| (A03BB02) | Метулатропін                                                                    |
| (A03BB03) | Метілскополамін                                                                 |
| (A03BB04) | Фентоніум                                                                       |
| (A03BB05) | Ціметропіум бромід                                                              |
| (A03C)    | Антиспазмодіки в поєднанні з психолептиками                                     |
| (A03CA)   | Синтетичні антихолінергічні припарати в поєднанні з психолептиками              |
| (A03CA01) | Ісопропамід та психолептики                                                     |
| (A03CA02) | Слідініум та психолептики                                                       |
| (A03CA03) | Оксіфенциклімін та психолептики                                                 |
| (A03CA04) | Отілоніум бромід та психолептики                                                |
| (A03CA05) | Глікопірронія та психолептики                                                   |
| (A03CA06) | Бевоніум та психолептики                                                        |
| (A03CA07) | Амбутоніум та психолептики                                                      |
| (A03CA08) | Дифеманіл та психолептики                                                       |
| (A03CA09) | Піпензолат та психолептики                                                      |
| (A03CA30) | Емепроніум та психолептики                                                      |
| (A03CA34) | Пропантелін та психолептики                                                     |
| (A03CB)   | Беладонна та похідні в поєднанні з психолептиками                               |
| (A03CB01) | Метілскополамін та психолептики                                                 |
| (A03CB02) | Беладонні загальні алкалоїди та психолептики                                    |
| (A03CB03) | Атропін та психолептики                                                         |
| (A03CB04) | Метилхоматропін та психолептики                                                 |
| (A03CB31) | Гіосциамін та психолептики                                                      |
| (A03CC)   | Інші антиспазмодіки в поєднанні з психолептиками                                |
| (A03D)    | Антиспазмодіки в поєднанні з анальгетиками                                      |
| (A03DA)   | Синтетичні антихолінергічні припарати в поєднанні з анальгетиками               |
| (A03DA01) | Тропензілон та анальгетики                                                      |
| (A03DA02) | Пітофенон та анальгетики                                                        |
| (A03DA03) | Бевоніум та анальгетики                                                         |
| (A03DA04) | Ціклоніум та анальгетики                                                        |
| (A03DA05) | Камілофін та анальгетики                                                        |
| (A03DA06) | Троспіум та анальгетики                                                         |
| (A03DA07) | Йодид тімоніум та анальгетики                                                   |
| (A03DB)   | Беладонна та похідні в поєднанні з анальгетиками                                |
| (A03DB04) | Бутілскополамін та анальгетики                                                  |
| (A03DC)   | Інші антиспазмодіки в поєднанні з анальгетиками                                 |
| (A03E)    | Антиспазмодіки та антихолінергічні засоби в комбінації з іншими препаратами     |
| (A03EA)   | Антиспазмодіки, психолептики та анальгетики в комбінації                        |
| (A03ED)   | Антиспазмодіки в комбінації з іншими препаратами                                |
| (A03F)    | Пропульсиви                                                                     |
| (A03FA)   | Пропульсиви                                                                     |
| (A03FA01) | Метоклопрамід                                                                   |
| (A03FA02) | Цизаприд                                                                        |
| (A03FA03) | Домперидон                                                                      |
| (A03FA04) | Бромопрід                                                                       |
| (A03FA05) | Алізапрід                                                                       |
| (A03FA06) | Клебопрід                                                                       |
| (A03FA07) | Ітоприд                                                                         |

### (A04) Протиблювотні засоби та препарати, що усувають нудоту
| (A04A)    | Протиблювотні засоби та препарати, що усувають нудоту |
| (A04AA)   | Серотонінові (5-HT3) антагоністи                      |
| (A04AA01) | Ондансетрон                                           |
| (A04AA02) | Гранісетрон                                           |
| (A04AA03) | Тропісетрон                                           |
| (A04AA04) | Доласетрон                                            |
| (A04AA05) | Палоносетрон                                          |
| (A04AA55) | Палоносетрон, комбінації                              |
| (A04AD)   | Інші протиблювотні засоби                             |
| (A04AD01) | Скополамін                                            |
| (A04AD02) | Церіум оксалат                                        |
| (A04AD04) | Хлорбутанол                                           |
| (A04AD05) | Метопімазин                                           |
| (A04AD10) | Дронабінол                                            |
| (A04AD11) | Набілон                                               |
| (A04AD12) | Апрепітант                                            |
| (A04AD13) | Касопітант                                            |
| (A04AD51) | Скополамін, комбінації                                |
| (A04AD54) | Хлорбутанол, комбінації                               |

### (A05) Препарати для лікування захворювань печінки та жовчовивідних шляхів
| (A05A)    | Жовчетерапія                                                                  |
| (A05AA)   | Жовчогінні препарати                                                          |
| (A05AA01) | Хенодезоксихолева кислота                                                     |
| (A05AA02) | Урсодезоксихолева кислота                                                     |
| (A05AA03) | Холічна кислота                                                               |
| (A05AB)   | Препарати для лікування жовчних шляхів                                        |
| (A05AB01) | Нікотініловий метиламід                                                       |
| (A05AX)   | Інші препарати для лікування жовчі                                            |
| (A05AX01) | Піпрозолін                                                                    |
| (A05AX02) | Хімекромон                                                                    |
| (A05AX03) | Ціклобутірол                                                                  |
| (A05B)    | Терапія печінки, ліпотропні препарати                                         |
| (A05BA)   | Лікування захворювань печінки                                                 |
| (A05BA01) | Аргінін глутамату                                                             |
| (A05BA03) | Силімарин                                                                     |
| (A05BA04) | Цітіолон                                                                      |
| (A05BA05) | Епомедіол                                                                     |
| (A05BA06) | Орнітин оксоглутарат                                                          |
| (A05BA07) | Тідіацик аргінін                                                              |
| (A05BA08) | Гліциррізиновая кислота (Гліциррізин)                                         |
| (A05C)    | Препарати для лікування поєднаних захворювань печінки та жовчовивідних шляхів |

### (A06) Проносні препарати
| (A06A)    | Проносні препарати                                       |
| (A06AA)   | Пластифікатори, пом'якшувальні                           |
| (A06AA01) | Рідкий парафін                                           |
| (A06AA02) | Докузат натрію                                           |
| (A06AA51) | Рідкий парафін, комбінації                               |
| (A06AB)   | Контактні проносні                                       |
| (A06AB01) | Оксіфенісатін                                            |
| (A06AB02) | Бісакоділ                                                |
| (A06AB03) | Дантрон                                                  |
| (A06AB04) | Фенолфталеїн                                             |
| (A06AB05) | Касторова олія                                           |
| (A06AB06) | Сенна глікозид                                           |
| (A06AB07) | Каскара                                                  |
| (A06AB08) | Натрію пікосульфат                                       |
| (A06AB09) | Бісоксатін                                               |
| (A06AB20) | Контактні проносні в поєднанні                           |
| (A06AB30) | Контактні проносні в поєднанні з беладонними алкалоїдами |
| (A06AB52) | Бісакоділ, комбінації                                    |
| (A06AB53) | Дантрон, комбінації                                      |
| (A06AB56) | Сенна глікозид, комбінації                               |
| (A06AB57) | Каскара, комбінації                                      |
| (A06AB58) | Гутталакс, комбінації                                    |
| (A06AC)   | Об'ємні проносні                                         |
| (A06AC01) | Іспагнула (насіння Psylla)                               |
| (A06AC02) | Етулос                                                   |
| (A06AC03) | Стеркулія                                                |
| (A06AC05) | Льон (лляне насіння)                                     |
| (A06AC06) | Метилцелюлоза                                            |
| (A06AC07) | Пшениця (пшеничні волокна)                               |
| (A06AC08) | Полікарбофіл кальцію                                     |
| (A06AC51) | Іспагнула, комбінації                                    |
| (A06AC53) | Стеркулія, комбінації                                    |
| (A06AC55) | Льон, комбінації                                         |
| (A06AD)   | Осмотично діючі проносні                                 |
| (A06AD01) | Карбонат магнію                                          |
| (A06AD02) | Оксид магнію                                             |
| (A06AD03) | Пероксид магнію                                          |
| (A06AD04) | Сульфат магнію                                           |
| (A06AD10) | Мінеральні солі в поєднанні                              |
| (A06AD11) | Лактулоза                                                |
| (A06AD12) | Лактітол                                                 |
| (A06AD13) | Сульфат натрію                                           |
| (A06AD14) | Пентаеритритіл                                           |
| (A06AD15) | Макрогол                                                 |
| (A06AD16) | Манітол                                                  |
| (A06AD17) | Фосфат натрію                                            |
| (A06AD18) | Сорбіт                                                   |
| (A06AD19) | Цитрат магнію                                            |
| (A06AD21) | Тартрат натрію                                           |
| (A06AD61) | Лактулоза, комбінації                                    |
| (A06AD65) | Макрогол, комбінації                                     |
| (A06AG)   | Клізми                                                   |
| (A06AG01) | Фосфат натрію                                            |
| (A06AG02) | Бісакоділ                                                |
| (A06AG03) | Дантрон, включаючи комбінації                            |
| (A06AG04) | Гліцерин                                                 |
| (A06AG06) | Олія                                                     |
| (A06AG07) | Сорбіт                                                   |
| (A06AG10) | Докузат натрію, включаючи комбінації                     |
| (A06AG11) | Лаурилсульфат, включаючи комбінації                      |
| (A06AG20) | Комбінації                                               |
| (A06AH)   | Периферичні опіоїдні антагоністи рецепторів              |
| (A06AH01) | Метилналтрексон бромід                                   |
| (A06AH02) | Алвімопан                                                |
| (A06AH03) | Налоксегол                                               |
| (A06AX)   | Інші проносні препарати                                  |
| (A06AX01) | Гліцерин                                                 |
| (A06AX02) | Діоксид вуглецю лікарського виробництва                  |
| (A06AX03) | Лубіпростон                                              |
| (A06AX04) | Лінаклотід                                               |
| (A06AX05) | Прукалопрід                                              |
| (A06AX06) | Тегасерод                                                |

### (A07) Протидіарейні, кишкові протизапальні тапротиінфекційніпрепарати
| (A07A)    | Кишкові антибактеріальні препарати                     |
| (A07AA)   | Антибіотики                                            |
| (A07AA01) | Неоміцин                                               |
| (A07AA02) | Ністатин                                               |
| (A07AA03) | Натаміцин                                              |
| (A07AA04) | Стрептоміцин                                           |
| (A07AA05) | Поліміксин B                                           |
| (A07AA06) | Паромоміцин                                            |
| (A07AA07) | Амфотерицин В                                          |
| (A07AA08) | Канаміцин                                              |
| (A07AA09) | Ванкоміцин                                             |
| (A07AA10) | Колістин                                               |
| (A07AA11) | Рифаксимін                                             |
| (A07AA12) | Фідаксоміцин                                           |
| (A07AA51) | Неоміцин, комбінації                                   |
| (A07AA54) | Стрептоміцин, комбінації                               |
| (A07AB)   | Сульфаніламідні препарати                              |
| (A07AB02) | Фталилсульфатіазол                                     |
| (A07AB03) | Сульфагуанідин                                         |
| (A07AB04) | Сукцінілсульфатіазол                                   |
| (A07AC)   | Похідні імідазолу                                      |
| (A07AC01) | Міконазол                                              |
| (A07AX)   | Інші кишкові антибактеріальні препарати                |
| (A07AX01) | Броксікунолін                                          |
| (A07AX02) | Ацетарсол                                              |
| (A07AX03) | Ніфуроксазид                                           |
| (A07AX04) | Ніфурзід                                               |
| (A07B)    | Кишкові адсорбенти                                     |
| (A07BA)   | Вугільні препарати                                     |
| (A07BA01) | Медичне вугілля                                        |
| (A07BA51) | Медичне вугілля, комбінації                            |
| (A07BB)   | Бісмутові препарати                                    |
| (A07BC)   | Інші кишкові адсорбенти                                |
| (A07BC01) | Пектини                                                |
| (A07BC02) | Каолініт                                               |
| (A07BC03) | Кросповідон                                            |
| (A07BC04) | Атапульгіт                                             |
| (A07BC05) | Діосмектит                                             |
| (A07BC30) | Комбінації                                             |
| (A07BC54) | Атапульгіт, комбінації                                 |
| (A07C)    | Електроліти з вуглеводами                              |
| (A07CA)   | Оральні регідратаційні солеві препарати                |
| (A07D)    | Антіпропульсіви                                        |
| (A07DA)   | Антіпропульсіви                                        |
| (A07DA01) | Діфеноксілат                                           |
| (A07DA02) | Опіум                                                  |
| (A07DA03) | Лоперамід                                              |
| (A07DA04) | Діфеноксін                                             |
| (A07DA05) | Лоперамід оксид                                        |
| (A07DA52) | Морфін, комбінації                                     |
| (A07DA53) | Лоперамід, комбінації                                  |
| (A07E)    | Кишкові протизапальні препарати                        |
| (A07EA)   | Кортикостероїди для місцевого застосування             |
| (A07EA01) | Преднізолон                                            |
| (A07EA02) | Гідрокортизон                                          |
| (A07EA03) | Преднізон                                              |
| (A07EA04) | Бетаметазон                                            |
| (A07EA05) | Тіксокортол                                            |
| (A07EA06) | Будесонід                                              |
| (A07EA07) | Беклометазон                                           |
| (A07EB)   | Протиалергічні препарати, за винятком кортикостероїдів |
| (A07EB01) | Кромогліцієва кислота                                  |
| (A07EC)   | Аміносаліцилові кислоти та подібні засоби              |
| (A07EC01) | Сульфасалазин                                          |
| (A07EC02) | Месалазин                                              |
| (A07EC03) | Олсалазин                                              |
| (A07EC04) | Бальсалазід                                            |
| (A07F)    | Антидіарейні мікроорганізми                            |
| (A07FA)   | Антидіарейні мікроорганізми                            |
| (A07FA01) | Молочна кислота вироблена організмами                  |
| (A07FA02) | Saccharomyces boulardii                                |
| (A07FA51) | Молочна кислота вироблена організмами, комбінації      |
| (A07X)    | Інші протидіарейні засоби                              |
| (A07XA)   | Інші протидіарейні препарати                           |
| (A07XA01) | Альбумін танат                                         |
| (A07XA02) | Ceratonia                                              |
| (A07XA03) | Кальцієві сполуки                                      |
| (A07XA04) | Рацекадотріл                                           |
| (A07XA51) | Альбумін танат, комбінації                             |

### (A08) Препарати для лікування ожиріння, за виключенням дієтичних продуктів
| (A08A)    | Препарати для лікування ожиріння, за винятком дієтичних продуктів |
| (A08AA)   | Препарати центральної дії для лікування ожиріння                  |
| (A08AA01) | Фентермін                                                         |
| (A08AA02) | Фенфлурамін                                                       |
| (A08AA03) | Амфепрамон                                                        |
| (A08AA04) | Дексфенфлурамін                                                   |
| (A08AA05) | Мазіндол                                                          |
| (A08AA06) | Етіламфетамін                                                     |
| (A08AA07) | Катин                                                             |
| (A08AA08) | Клобензорекс                                                      |
| (A08AA09) | Мефенорекс                                                        |
| (A08AA10) | Сибутрамін                                                        |
| (A08AA11) | Лоркасерін                                                        |
| (A08AA56) | Ефедрин, комбінації                                               |
| (A08AB)   | Препарати периферичної дії для лікування ожиріння                 |
| (A08AB01) | Орлістат                                                          |
| (A08AX)   | Інші препарати для лікування ожиріння                             |
| (A08AX01) | Рімонабант                                                        |

### (A09) Препарати, що сприяють травленню, включаючи ферменти
| (A09A)    | Препарати для травлення, у тому числі ферменти |
| (A09AA)   | Ферментні препарати                            |
| (A09AA01) | Діастас                                        |
| (A09AA02) | Мультіензіми (ліпаза, протеаза, тощо)          |
| (A09AA03) | Пепсин                                         |
| (A09AA04) | Тілактаза                                      |
| (A09AB)   | Кислотні препарати                             |
| (A09AB01) | Глутаміновокислотні гідрохлориди               |
| (A09AB02) | Гідрохлорид бетаїн                             |
| (A09AB03) | Хлоридна кислота                               |
| (A09AB04) | Цитринова кислота                              |
| (A09AC)   | Ферменти та кислотні препарати, комбінації     |
| (A09AC01) | Пепсин та кислотні препарати                   |
| (A09AC02) | Мультіензіми та кислотні препарати             |

### (A10) Препарати для лікуванняцукрового діабету
| (A10A)    | Інсулін та аналоги                                                                           |
| (A10AB)   | Інсулін та аналоги для ін'єкцій, швидкодії                                                   |
| (A10AB01) | Інсулін (людський)                                                                           |
| (A10AB02) | Інсулін (яловичина)                                                                          |
| (A10AB03) | Інсулін (свинина)                                                                            |
| (A10AB04) | Інсулін ліспро                                                                               |
| (A10AB05) | Інсулін аспарт                                                                               |
| (A10AB06) | Інсулін глулізін                                                                             |
| (A10AB30) | Комбінації                                                                                   |
| (A10AC)   | Інсулін та аналоги для ін'єкцій, проміжної дії                                               |
| (A10AC01) | Інсулін (людський)                                                                           |
| (A10AC02) | Інсулін (яловичина)                                                                          |
| (A10AC03) | Інсулін (свинина)                                                                            |
| (A10AC04) | Інсулін ліспро                                                                               |
| (A10AC30) | Комбінації                                                                                   |
| (A10AD)   | Інсулін та аналоги для ін'єкцій, середньо- або довгострокової дії у поєднанні з швидкою дією |
| (A10AD01) | Інсулін (людський)                                                                           |
| (A10AD02) | Інсулін (яловичина)                                                                          |
| (A10AD03) | Інсулін (свинина)                                                                            |
| (A10AD04) | Інсулін ліспро                                                                               |
| (A10AD05) | Інсулін аспарт                                                                               |
| (A10AD06) | Інсулін деглюдек та інсулін аспарт                                                           |
| (A10AD30) | Комбінації                                                                                   |
| (A10AE)   | Інсулін та аналоги для ін'єкцій, тривалої дії                                                |
| (A10AE01) | Інсулін (людський)                                                                           |
| (A10AE02) | Інсулін (яловичина)                                                                          |
| (A10AE03) | Інсулін (свинина)                                                                            |
| (A10AE04) | Інсулін гларгін                                                                              |
| (A10AE05) | Інсулін детемір                                                                              |
| (A10AE06) | Інсулін деглюдек                                                                             |
| (A10AE30) | Комбінації                                                                                   |
| (A10AF)   | Інсулін та аналоги для інгаляції                                                             |
| (A10AF01) | Інсулін (людський)                                                                           |
| (A10B)    | Препарати для зниження рівня глюкози в крові, за винятком інсулінів                          |
| (A10BA)   | Бігуаніди                                                                                    |
| (A10BA01) | Фенформін                                                                                    |
| (A10BA02) | Метформін                                                                                    |
| (A10BA03) | Буформін                                                                                     |
| (A10BB)   | Сульфоніл сечовини                                                                           |
| (A10BB01) | Глібенкламід                                                                                 |
| (A10BB02) | Хлорпропамід                                                                                 |
| (A10BB03) | Толбутамід                                                                                   |
| (A10BB04) | Гліборнурід                                                                                  |
| (A10BB05) | Толазамід                                                                                    |
| (A10BB06) | Карбутамід                                                                                   |
| (A10BB07) | Гліпізид                                                                                     |
| (A10BB08) | Гліквідон                                                                                    |
| (A10BB09) | Гліклазид                                                                                    |
| (A10BB10) | Метагексамід                                                                                 |
| (A10BB11) | Глісоксепід                                                                                  |
| (A10BB12) | Глімепірид                                                                                   |
| (A10BB31) | Ацетогексамід                                                                                |
| (A10BC)   | Сульфаніламідні препарати (гетероциклічні)                                                   |
| (A10BC01) | Глімідін                                                                                     |
| (A10BD)   | Оральні сполуки для зниження рівня глюкози в крові                                           |
| (A10BD01) | Фенформін та сульфаніламідні препарати                                                       |
| (A10BD02) | Метформін та сульфаніламідні препарати                                                       |
| (A10BD03) | Метформін та розиглітазон                                                                    |
| (A10BD04) | Глімепірид та розиглітазон                                                                   |
| (A10BD05) | Метформін та піоглітазон                                                                     |
| (A10BD06) | Глімепірид та піоглітазон                                                                    |
| (A10BD07) | Метформін та ситагліптін                                                                     |
| (A10BD08) | Метформін та вілдагліптин                                                                    |
| (A10BD09) | Піоглітазон та алогліптін                                                                    |
| (A10BD10) | Метформін та саксагліптин                                                                    |
| (A10BD11) | Метформін та лінагліптин                                                                     |
| (A10BD12) | Піоглітазон та сітагліптін                                                                   |
| (A10BD13) | Метформін та алогліптін                                                                      |
| (A10BD14) | Метформін та репаглінід                                                                      |
| (A10BD15) | Метформін та Дапагліфлозин                                                                   |
| (A10BD16) | Метформін та канагліфлозин                                                                   |
| (A10BD17) | Метформін та акарбоза                                                                        |
| (A10BD18) | Метформін та гемігліптін                                                                     |
| (A10BD19) | Лінагліптін та емпагліфлозин                                                                 |
| (A10BF)   | Інгібітори альфа-глюкозидази                                                                 |
| (A10BF01) | Акарбоза                                                                                     |
| (A10BF02) | Міглітол                                                                                     |
| (A10BF03) | Воглібоза                                                                                    |
| (A10BG)   | Тіазолідиндіони                                                                              |
| (A10BG01) | Троглітазон                                                                                  |
| (A10BG02) | Розиглітазон                                                                                 |
| (A10BG03) | Піоглітазон                                                                                  |
| (A10BH)   | Діпептіділ пептідази 4 (ДПП-4) інгібітори                                                    |
| (A10BH01) | Сітагліптін                                                                                  |
| (A10BH02) | Вілдагліптін                                                                                 |
| (A10BH03) | Саксагліптін                                                                                 |
| (A10BH04) | Алогліптін                                                                                   |
| (A10BH05) | Лінагліптін                                                                                  |
| (A10BH06) | Гемігліптін                                                                                  |
| (A10BH51) | Сітагліптін та симвастатин                                                                   |
| (A10BX)   | Інші препарати для зниження рівня глюкози в кров, за винятком інсулінів                      |
| (A10BX01) | Гуарова камедь                                                                               |
| (A10BX02) | Репаглінід                                                                                   |
| (A10BX03) | Натеглінід                                                                                   |
| (A10BX04) | Ексенатид                                                                                    |
| (A10BX05) | Прамлінтид                                                                                   |
| (A10BX06) | Бенфлуорекс                                                                                  |
| (A10BX07) | Ліраглутид                                                                                   |
| (A10BX08) | Мітіглінід                                                                                   |
| (A10BX09) | Дапагліфлозин                                                                                |
| (A10BX10) | Ліксісенатід                                                                                 |
| (A10BX11) | Канагліфлозін                                                                                |
| (A10BX12) | Емпагліфлозін                                                                                |
| (A10BX13) | Альбіглутід                                                                                  |
| (A10X)    | Інші препарати для лікування цукрового діабету                                               |
| (A10XA)   | Інгібітори альдоз редуктази                                                                  |
| (A10XA01) | Толрестат                                                                                    |

### (A11)Вітаміни
| (A11A)    | Полівітамінні препарати, комбінації                         |
| (A11AA)   | Полівітамінні препарати з мінералами                        |
| (A11AA01) | Полівітамінні препарати та залізо                           |
| (A11AA02) | Полівітамінні препарати та кальцій                          |
| (A11AA03) | Полівітамінні препарати та інші мінерали, включаючи сполуки |
| (A11AA04) | Полівітамінні препарати та мікроелементи                    |
| (A11AB)   | Полівітамінні препарати, інші комбінації                    |
| (A11B)    | Полівітамінні препарати, прості                             |
| (A11BA)   | Полівітамінні препарати, прості                             |
| (A11C)    | Вітамін A та D, включаючи їх комбінації                     |
| (A11CA)   | Вітамін A, простий                                          |
| (A11CA01) | Ретинол (вітамін A)                                         |
| (A11CA02) | Бета-каротин                                                |
| (A11CB)   | Вітамін A та D в поєднанні                                  |
| (A11CC)   | Вітамін D та аналоги                                        |
| (A11CC01) | Ергокальциферол                                             |
| (A11CC02) | Дигідротахістерол                                           |
| (A11CC03) | Альфакальцидол                                              |
| (A11CC04) | Кальцитріол                                                 |
| (A11CC05) | Холекальциферол                                             |
| (A11CC06) | Кальцифедіол                                                |
| (A11CC20) | Комбінації                                                  |
| (A11D)    | Вітамін B1, простий та в комбінації з вітаміном B6 та B12   |
| (A11DA)   | Вітамін B1, простий                                         |
| (A11DA01) | Тіамін (вітамін B1)                                         |
| (A11DA02) | Сульбутіамін                                                |
| (A11DA03) | Бенфотіамін                                                 |
| (A11DB)   | Вітамін B1 в комбінації з вітаміном B6 та/або вітаміном B12 |
| (A11E)    | Вітамін B-комплекс, включаючи комбінації                    |
| (A11EA)   | Вітамін B-комплекс, простий                                 |
| (A11EB)   | Вітамін B-комплекс з вітаміном C                            |
| (A11EC)   | Вітамін B-комплекс з мінерали                               |
| (A11ED)   | Вітамін B-комплекс з анаболічними стероїдами                |
| (A11EX)   | Вітамін B-комплекс, інші комбінації                         |
| (A11G)    | Аскорбінова кислота (вітамін C), включаючи комбінації       |
| (A11GA)   | Аскорбінова кислота (вітамін C), простий                    |
| (A11GA01) | Аскорбінова кислота (вітамін C)                             |
| (A11GB)   | Аскорбінова кислота (вітамін C), комбінації                 |
| (A11GB01) | Аскорбінова кислота (вітамін C) та кальцій                  |
| (A11H)    | Інші прості препарати вітамінів                             |
| (A11HA)   | Інші прості препарати вітамінів                             |
| (A11HA01) | Нікотинамід                                                 |
| (A11HA02) | Піридоксин (вітамін B6)                                     |
| (A11HA03) | Токоферол (вітамін E)                                       |
| (A11HA04) | Рибофлавін (вітамін B2)                                     |
| (A11HA05) | Біотин                                                      |
| (A11HA06) | Піридоксаль фосфат                                          |
| (A11HA07) | Інозитол                                                    |
| (A11HA08) | Токоферсолан                                                |
| (A11HA30) | Декспантенол                                                |
| (A11HA31) | Пантотенова кислота                                         |
| (A11HA32) | Пантетін                                                    |
| (A11J)    | Інші вітамінні препарати, комбінації                        |
| (A11JA)   | Комбінації вітамінів                                        |
| (A11JB)   | Вітаміни з мінералами                                       |
| (A11JC)   | Вітаміни, інші комбінації                                   |

### (A12)Мінеральні добавки
| (A12A)    | Кальцій                                                     |
| (A12AA)   | Кальцій                                                     |
| (A12AA01) | Фосфат кальцію                                              |
| (A12AA02) | Глубіонат кальцію                                           |
| (A12AA03) | Глюконат кальцію                                            |
| (A12AA04) | Карбонат кальцію                                            |
| (A12AA05) | Лактат кальцію                                              |
| (A12AA06) | Лактат глюконат кальцію                                     |
| (A12AA07) | Хлорид кальцію                                              |
| (A12AA08) | Гліцерілфосфат кальцію                                      |
| (A12AA09) | Цитрат кальцію лізиновий комплекс                           |
| (A12AA10) | Глюкогептонат кальцію                                       |
| (A12AA11) | Пангамат кальцію                                            |
| (A12AA12) | Ацетат кальцію безводний                                    |
| (A12AA13) | Цитрат кальцію                                              |
| (A12AA20) | Кальцій (різні солеві сполуки)                              |
| (A12AA30) | Левулат кальцію                                             |
| (A12AX)   | Кальцій, комбінації з вітаміном D та/або іншими препаратами |
| (A12B)    | Калій                                                       |
| (A12BA)   | Калій                                                       |
| (A12BA01) | Хлорид калію                                                |
| (A12BA02) | Цитрат калію                                                |
| (A12BA03) | Гідротартрат калію                                          |
| (A12BA04) | Гідрокарбонат калію                                         |
| (A12BA05) | Глюконат калію                                              |
| (A12BA30) | Комбінації                                                  |
| (A12BA51) | Хлорид калію, комбінації                                    |
| (A12C)    | Інші мінеральні добавки                                     |
| (A12CA)   | Натрій                                                      |
| (A12CA01) | Хлорид натрію                                               |
| (A12CA02) | Сульфат натрію                                              |
| (A12CB)   | Цинк                                                        |
| (A12CB01) | Сульфат цинку                                               |
| (A12CB02) | Глюконат цинку                                              |
| (A12CB03) | Сполука протеінату цинку                                    |
| (A12CC)   | Магній                                                      |
| (A12CC01) | Хлорид магнію                                               |
| (A12CC02) | Сульфат магнію                                              |
| (A12CC03) | Глюконат магнію                                             |
| (A12CC04) | Цитрат магнію                                               |
| (A12CC05) | Аспартат магнію                                             |
| (A12CC06) | Лактат магнію                                               |
| (A12CC07) | Левулінат магнію                                            |
| (A12CC08) | Підолат магнію                                              |
| (A12CC09) | Оротат магнію                                               |
| (A12CC10) | Оксид магнію                                                |
| (A12CC30) | Магній (різні солеві сполуки)                               |
| (A12CD)   | Флуориди                                                    |
| (A12CD01) | Флуорид натрію                                              |
| (A12CD02) | Монофторфосфат натрію                                       |
| (A12CD51) | Флуориди, комбінації                                        |
| (A12CE)   | Селен                                                       |
| (A12CE01) | Селенат натрію                                              |
| (A12CE02) | Селеніт натрію                                              |
| (A12CX)   | Інші мінеральні продукти                                    |

### (A13) Загальнотонізуючі препарати
| (A13A) | Тонізуючі засоби |

### (A14) Анаболічні засоби для системного застосування
| (A14A)    | Анаболічні стероїди       |
| (A14AA)   | Похідні андростану        |
| (A14AA01) | Андростанолон             |
| (A14AA02) | Станозолол                |
| (A14AA03) | Метандіенон               |
| (A14AA04) | Метенолон                 |
| (A14AA05) | Оксиметолон               |
| (A14AA06) | Куінболон                 |
| (A14AA07) | Прастерон                 |
| (A14AA08) | Оксандролон               |
| (A14AA09) | Норетандролон             |
| (A14AB)   | Похідні естрану           |
| (A14AB01) | Нандролон                 |
| (A14AB02) | Етілестренол              |
| (A14AB03) | Оксаболон ципіонат        |
| (A14B)    | Інші анаболічні препарати |

### (A16) Інші препарати для лікування захворювань шлунково-кишкового тракту та порушень обміну речовин
| (A16A)    | Інші лікарські засоби, що впливають на травну систему та обмін речовин [метаболізм]            |
| (A16AA)   | Амінокислоти та їх похідні                                                                     |
| (A16AA01) | Левокарнітин                                                                                   |
| (A16AA02) | Адеметіонін                                                                                    |
| (A16AA03) | Левоглутамід                                                                                   |
| (A16AA04) | Меркаптамін                                                                                    |
| (A16AA05) | Карглумікова кислота                                                                           |
| (A16AA06) | Бетаін                                                                                         |
| (A16AB)   | Ферменти                                                                                       |
| (A16AB01) | Алглуцерас                                                                                     |
| (A16AB02) | Іміглюцераза                                                                                   |
| (A16AB03) | Агалсідас альфа                                                                                |
| (A16AB04) | Агалсідас бета                                                                                 |
| (A16AB05) | Ларонідас                                                                                      |
| (A16AB06) | Сакросідаза                                                                                    |
| (A16AB07) | Алглукосідаза альфа                                                                            |
| (A16AB08) | Галсульфас                                                                                     |
| (A16AB09) | Ідурсульфаза                                                                                   |
| (A16AB10) | Велаглюцераза альфа                                                                            |
| (A16AB11) | Таліглуцераза альфа                                                                            |
| (A16AB12) | Елосульфаза альфа                                                                              |
| (A16AX)   | Різні препарати для лікування захворювань шлунково-кишкового тракту та порушень обміну речовин |
| (A16AX01) | Тіоктікова кислоти                                                                             |
| (A16AX02) | Анетол трітіон                                                                                 |
| (A16AX03) | Фенілбутірат натрію                                                                            |
| (A16AX04) | Нітісінон                                                                                      |
| (A16AX05) | Ацетат цинку                                                                                   |
| (A16AX06) | Міглустат                                                                                      |
| (A16AX07) | Сапроптерін                                                                                    |
| (A16AX08) | Тедуглутід                                                                                     |
| (A16AX09) | Гліцерин фенілбутірат                                                                          |
| (A16AX10) | Еліглустат                                                                                     |